# Zafra parilis
Espèce
Zafra parilis est une espèce d'escargots de mer de la famille des Columbellidae.

## Description
La longueur de la coquille peut atteindre 4,8 mm.

## Répartition
Zafra parilis est une espèce marine d'eau profonde présente au large de la Nouvelle-Calédonie.

## Systématique
Le nom valide complet (avec auteur) de ce taxon est Zafra parilis K. Monsecour (d) & D. Monsecour (d), 2016.

### Publication originale
- (en) K. Monsecour et D. Monsecour, « Deep-water Columbellidae (Mollusca: Gastropoda) from New Caledonia » in V. Héros et al., « Tropical Deep-Sea Benthos 29 », Mémoires du Muséum national d'Histoire naturelle, vol. 208, p. 291-362.